# Albert Friedrich (Konstrukteur)
Albert Friedrich (* 19. Januar 1902 in München; † 1961) war ein deutscher Ingenieur.

## Leben
Seine Jugend verbrachte Friedrich auf der elterlichen Landwirtschaft. Nach Abschluss seines Studiums zum Ingenieur kam er bei den Bayerischen Motorenwerken bei Max Friz in die Lehre. Danach baute er erfolgreich luftgekühlte Flugmotoren für Argus, Personenwagen (Horch 8 und Horch 12) und Lastwagen für F.B.W.-Wetzikon-Schweiz. 
1933 begann er bei Daimler-Benz als erster Konstrukteur und stieg zum Chefkonstrukteur und technischen Direktor auf. Er leitete die Flugmotorenfertigung und den Bau von Düsentriebwerken. Während Arthur Berger die Entwicklung des DB 604 beibehielt, übernahm Friedrich mit seinem Stellvertreter Karl Kollmann die Entwicklung der Motoren DB 601, DB 603, DB 605 sowie alle daraus entstandenen Weiterentwicklungen. 
Nach Kriegsende musste er aufgrund Alliiertenrechts Daimler-Benz verlassen. Dort hatte er im Sommer 1945 Heinrich Rößler wiedergetroffen. Friedrich gründete eine Entwicklungsgesellschaft und konstruierte den Unimog. Am 21. November 1945 erhielt er die Production Order für zehn Versuchsfahrzeuge, wobei die Englischkenntnisse seiner Tochter Ursula (1931–2009) hilfreich waren. Im Winter kamen noch Reinhold Freitag und Hans Zabel hinzu. Behilflich war auch der Diplom-Landwirt Erich Graß. Die Fertigung erfolgte zunächst bei Erhard & Söhne und 1949–1951 bei Gebr. Boehringer. Für diese Konstruktion wurde ihm 1956 die Max-Eyth-Gedenkmünze verliehen.
Am 1. November 1955 trat Direktor Friedrich als stellvertretendes technisches Vorstandsmitglied bei der Heinrich Lanz AG ein, wo er Anfang 1958 als ordentliches Vorstandsmitglied berufen wurde.